# Taren Stinebrickner-Kauffman
Pour les articles homonymes, voir Kauffman.
Taren Stinebrickner-Kauffman (née le 14 novembre 1981) est une militante australo-américaine. Elle est la fondatrice et directrice jusqu'en 2016 de l'organisation SumOfUs, qui surveille l'activité des entreprises et se décrit comme « un mouvement de consommateurs, investisseurs et travailleurs tout autour du monde, se dressant ensemble pour tenir les entreprises responsables de leurs actions et forger un chemin nouveau, soutenable et juste pour notre économie globale ». En 2012, Taren et son groupe critiquèrent activement les conditions de travail chez Foxconn, le fournisseur d'Apple,.

## Biographie
Elle est la fille de Bruce Stinebrickner, professeur de l'université DePauw (Indiana), ancien membre de l'équipe masculine de basket de l'université de Georgetown (1967-68) et de l'auteure Kelsey Kauffman. Elle a été élevée à Greencastle (Indiana)[réf. souhaitée].
Taren Stinebrickner-Kauffman est diplômée en mathématiques de l'université Duke, mention summa cum laude, où elle fut également membre du club Phi Beta Kappa.
Elle fut la compagne du cybermilitant Aaron Swartz jusqu'au décès de celui-ci.

## Affaire JSTOR et décès d'Aaron Swartz
En 2011 Swartz fut mis en examen par la justice fédérale américaine pour violation du Computer Fraud and Abuse Act (CFAA). Risquant jusqu'à 35 années de prison, il se suicida en 2013. Les victimes alléguées abandonnèrent les poursuites et il y eut des critiques à la suite de l'arrestation de Swartz, affirmant par exemple comment « un chercheur respecté de Harvard […] a été arrêté […] sur la base d'allégations selon lesquelles il a téléchargé des articles qu'il était autorisé à obtenir librement ».
Après le suicide d'Aaron Swartz, Taren Stinebrickner-Kauffman et le consultant en sécurité informatique Alex Stamos, qui aurait dû être le témoin expert en chef au procès de Swartz, ont déclaré que Swartz avait été injustement pris pour cible par l'accusation.